# Annie Hall (gruppo musicale)
Gli Annie Hall sono stati un gruppo musicale folk pop italiano originario di Brescia guidati da Fabio Dondelli. Dopo tre album con il gruppo, Dondelli ha pubblicato tre album da solista. Prendono il nome dal film del 1977 di Woody Allen Io e Annie, intitolato Annie Hall nella versione originale.

## Storia
Dopo un primo demo, omonimo, del 2005 comprendente 5 tracce, ed un successivo EP chiamato Good Old Days, nel 2007 pubblicano il primo album, intitolato Cloud Cuckoo Land, che esce per l'etichetta discografica indipendente Pippola Music, ben recensito da diversi siti e magazine dedicati. Il disco viene ristampato nell'aprile 2008 e diffuso anche in Francia e Benelux da Cod&S Distribution.
Nel dicembre 2007 viene pubblicato il loro secondo EP, Golden Bread (Pippola Music) realizzato con i Gonzo48k.
Nell'ottobre 2008 sono finalisti del premio Fuori dal Mucchio nella categoria "miglior album ufficiale d'esordio", patrocinato dalla rivista Il mucchio selvaggio. Partecipano alla colonna sonora del DVD Be Soft della Rock In The Middle, uscito nel gennaio 2009. Chiudono il loro Cloud Cuckoo Land Tour con alcune date in Francia suonando a Parigi, Lille, Orléans, Carcassonne e Bordeaux.
Il 29 ottobre 2009 viene pubblicato l'album Carousel (Pippola Music) registrato tra Firenze, Milano e Brescia con il contributo di Emanuele Maniscalco e dove sono maggiori le influenze del nuovo folk e roots rock americano.
Nel dicembre 2010 viene diffuso il video del brano inedito One Way Match, diretto da Cristian Micheletti. Nello stesso periodo cominciano le registrazioni del terzo album, realizzate da Giovanni Ferrario. Il brano Ghosts' Legs, presente nel primo album della band, viene intanto scelto per uno spot televisivo della compagnia telefonica Wind Business per la campagna 2011-2012. La stessa canzone finisce  anche nello spot SKYdella serie TV Private Practice.
Registrano la cover di Wake Me Up Before You Go Go degli Wham! per Radiorai e di King of Carrots Flowers part.1 dei Neutral Milk Hotel per un album tributo.
Il 25 marzo 2011 esce il terzo disco, intitolato Annies (Quasi Mono Records/Pippola Music) con Giovanni Ferrario alla produzione artistica (già con PJ Harvey, John Parish, Hugo Race e Scisma). Viene anche diffuso il video di Meaningless, diretto da Giacomo Triglia.
L'11 marzo 2013 il cantante e principale autore della band Fabio Dondelli pubblica un disco solista con lo pseudonimo Il Sindaco da titolo omonimo per Picicca Dischi/Quasi Mono Records in cui canta in italiano.
Il 9 ottobre 2015 esce il suo secondo lavoro solista Come i cani davanti al mare per l'etichetta Lavorarestanca e con la produzione artistica di Fabio De Min e la rinnovata collaborazione con gli Annie Hall.
Nel 2020 Dondelli pubblica il suo terzo album Amor Fati per Freecom. La copertina si rifà al Game of Life, un gioco inventato alla fine degli anni ’60 dal matematico inglese John Conway in cui un automa cellulare nasce e muore sulla base di semplici regole e interazioni con altri automi. Una regola molto semplice che spiega un fenomeno molto complesso. Nella fattispecie il glider (aliante) parte in una posizione e, dopo 4 evoluzioni (o generazioni), torna nella posizione iniziale (“Eterno ritorno dell’identico”).
Nell'aprile del 2022 pubblica due nuovi singoli con relativi videoclip: h.e.l.p. in collaborazione con l'artista e disegnatore Francesco Levi e Vertigo con una serie di ospiti per un video girato da Marco Jeannin.
Il 1 dicembre 2023 pubblica "Le persone che incontri" un EP di 4 brani prodotti da Giovanni Ferrario.

## Formazione
- Fabio Dondelli - voce, chitarra, piano
- Andrea "Abo" Abeni - chitarra elettrica, chitarra acustica, lap steel, cori.
- Massimiliano "Budo" Tonolini - batteria
- Daniele Salodini - fonico
- Giorgio Marcelli - basso, cori (2005-2010)
- Gabriele Ponticiello - basso (2010-2011)
- Michele Coratella - basso, cori (dal 2011)

## Discografia

### Album
- 2007 - Cloud Cuckoo Land (Pippola Music/Audioglobe)
- 2009 - Carousel (Pippola Music/Audioglobe)
- 2011 - Annies (Quasi Mono Records/Picicca Dischi/Audioglobe)

### EP
- 2006 - Good Old Days
- 2007 - Golden Bread

### Demo
- 2005 - Annie Hall

### Discografia di Fabio Dondelli

#### Album
- 2013 - Il Sindaco (LP, Picicca Dischi/Quasi Mono Records)
- 2015 - Come i cani davanti al mare (LP, Lavorarestanca)
- 2020 - Amor Fati (LP, Freecom)
- 2022 - h.e.l.p. (Singolo, Freecom)
- 2022 - Vertigo (Singolo, Freecom)
- 2023 - Le persone che incontri (EP, Freecom)